# Severní sámština

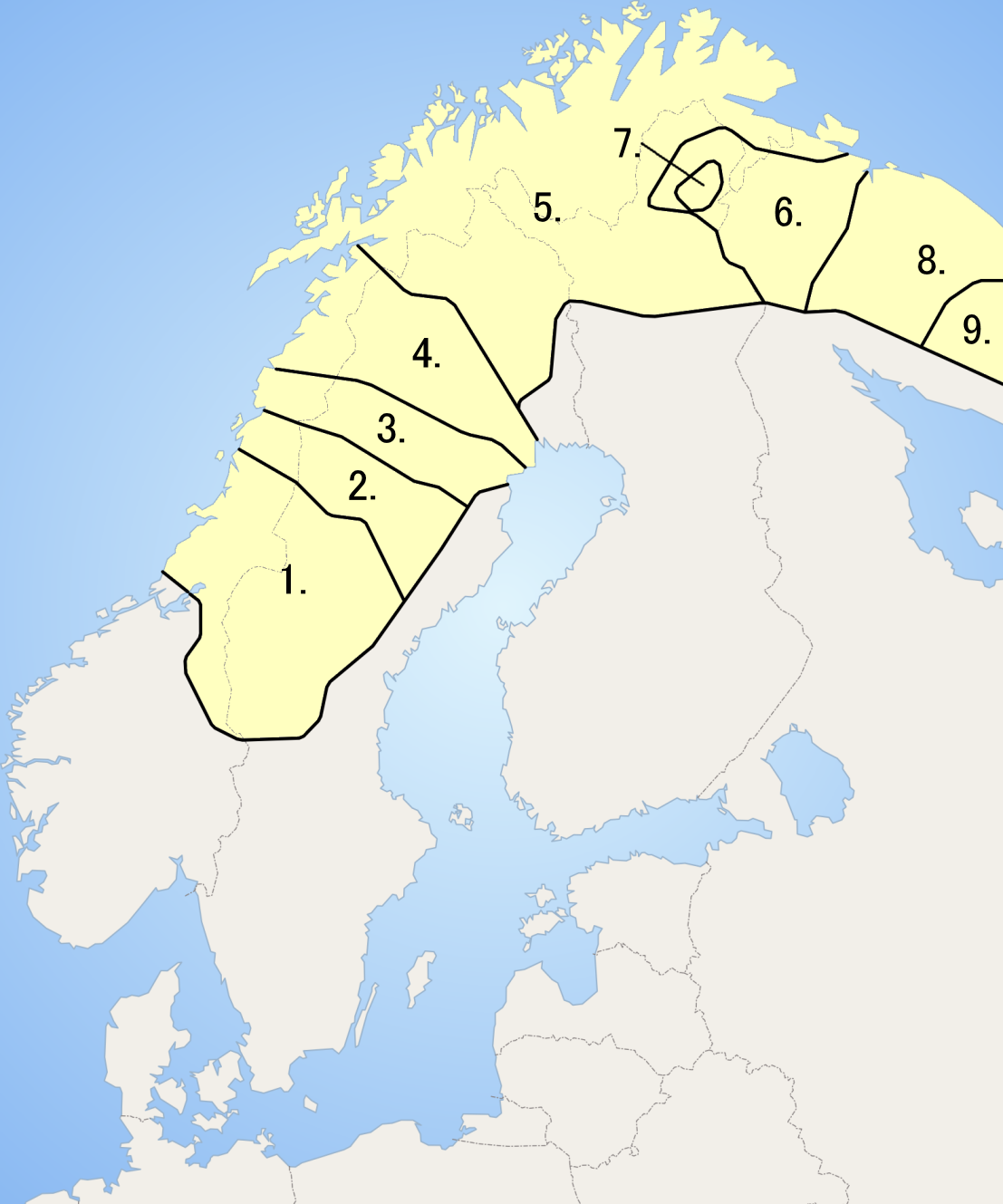
rozšíření severní sámštiny označuje č. 5

Severní sámština (severos. davvisámegiella nebo jen sámegiella) je nejrozšířenějším sámským jazykem. Mluví jí 15 000 až 25 000 lidí především v severních částech Norska, Švédska a Finska. Severní sámština patří spolu s ostatními sámskými jazyky do uralské jazykové rodiny mezi skupinu jazyků ugrofinských. Je tedy (kromě ostatních sámských jazyků) příbuzná například s finštinou, estonštinou nebo vzdáleněji s maďarštinou.

## Historie
Severní sámština byla poprvé podrobně popsána norským knězem a lingvistou Knudem Leemem v roce 1748 v publikaci En lappisk Grammatica efter den Dialect, som bruges af Field-Lapperne udi Porsanger-Fiorden a ve slovnících z let 1752 a 1768. Jedním z Leemových kolegů byl Anders Porsanger, jenž studoval mimo jiné na Trondheimské katedrální škole. Jeho práce ale nemohly být publikovány kvůli tehdejším rasistickým postojům vůči Sámům. Většina jeho prací zmizela.
Kořeny současného pravopisu severní sámštiny položil dánský filolog Rasmus Rask, který v roce 1832 publikoval dílo Ræsonneret lappisk sproglære efter den sprogart, som bruges af fjældlapperne i Porsangerfjorden i Finmarken. En omarbejdelse af Prof. Knud Leems Lappiske grammatica. Raskův pravopis, inspirovaný pravopisem českým, stál na principu jedna hláska – jedno písmeno. Všechny pozdější typy pravopisu severní sámštiny byly založeny na Raskově systému, zatímco například lulejská sámština a jižní sámština používají pravopis založený především na švédštině a norštině. Následování Raskova systému znamenalo, že některá písmena používají diakritiku (č, đ, ŋ, š, ŧ, ž), což při psaní na počítači až do vynalezení Unicodu představovalo značné potíže.

Lze říci, že severní sámština byla popsána lépe než norština před tím, než Ivar Aasen publikoval svou gramatiku norštiny.
Severní sámština je stále užívána ve třech různých státech, z nichž každý používal po mnoho let vlastní severosámský pravopis. Při překladu bible do severní sámštiny, v prvních sámských novinách, Saǥai Muittalægje, a v náboženských novinách Nuorttanaste byl používán Friisův pravopis. Nor Konrad Nielsen vytvořil vlastní pravopis pro slovník Lappisk ordbok. V roce 1948 byly norský a švédský pravopis sloučeny v jeden, nazvaný Bergsland-Ruongův pravopis, nicméně v Norsku se příliš neuchytil. Navíc tehdejší moc zakázala praktické užívání sámštiny. V roce 1979 byla přijata oficiální verze pravopisu severní sámštiny pro Norsko, Švédsko i Finsko.
V současnosti je severní sámština úředním jazykem ve dvou norských krajích (fylke), Finnmark a Troms, a v šesti obcích (Kautokeino, Karasjok, Nesseby, Tana, Porsanger a Kåfjord).
Sámové narození před rokem 1977 se neučili ve škole psát sámsky.

## Pravopis
Severní sámština má více verzí pravopisu. V roce 1979 byla přijata oficiální verze, která byla naposledy upravena roku 1985. Jazyk je psán v rozšířené verzi latinské abecedy.
| A a | Á á | B b | C c  | Č č  | D d | Đ đ | E e  | F f  | G g |
| a   | á   | be  | ce   | če   | de  | đe  | e    | eff  | ge  |
| --- | --- | --- | ---- | ---- | --- | --- | ---- | ---- | --- |
| /ɑ/ | /a/ | /b/ | /ts/ | /tʃ/ | /d/ | /ð/ | /e/  | /f/  | /ɡ/ |
| H h | I i | J j | K k  | L l  | M m | N n | Ŋ ŋ  | O o  | P p |
| ho  | i   | je  | ko   | ell  | emm | enn | eŋŋ  | o    | pe  |
| /h/ | /i/ | /j/ | /k/  | /l/  | /m/ | /n/ | /ŋ/  | /o/  | /p/ |
| R r | S s | Š š | T t  | Ŧ ŧ  | U u | V v | Z z  | Ž ž  |     |
| err | ess | eš  | te   | ŧe   | u   | ve  | ez   | ež   |     |
| /r/ | /s/ | /ʃ/ | /t/  | /θ/  | /u/ | /v/ | /dz/ | /dʒ/ |     |

V některých starší publikacích lze místo Č/č, Š/š a Ž/ž nalézt Ć/ć, Ś/ś, Ź/ź.

## Dialekty
Severní sámštinu lze rozdělit do tří větších nářečních skupin: tornedalské, finmarské a přímořské.

## Gramatika
Severní sámština je převážně flektivní a aglutinační jazyk, takže tvary lexému se neliší jen co do připojeného sufixu, ale bývá změněn i slovní kořen. Důležitým gramatickým jevem je – jako v některých jiných ugrofinských jazycích (např. finština, estonština) – střídání kmenových souhlásek.

### Pády
Severní sámština disponuje sedmi pády. Protože genitiv a akuzativ jsou s výjimkou některých zájmen homonymní, lze případně tvrdit, že pádů je jenom šest.
Kromě nominativu a genitivu singuláru se tvoří všechny pády pomocí koncovek. Každá koncovka má dvě varianty. Kratší pro vokalický kmen a druhá, která je prodloužená o vokál, pro kmen konsonantní.
| pád                | přípona singuláru | přípona plurálu  |
| ------------------ | ----------------- | ---------------- |
| Nominativ          |                   | -t / -at         |
| Genitiv – Akuzativ |                   | -id / -iid       |
| Lokativ            | -s / -is          | -in / -iin       |
| Illativ            | -i / -ii          | -ide / -iidda    |
| Komitativ          | -in / -iin        | -iguin / -iiguin |
| Essiv              | -n / -in          | -n / -in         |

Essivní sufix -n je stejný jak v singuláru, tak v plurálu, takže například slovo mánnán znamená „jako dítě“ i „jako děti“.

### Zájmena
Osobní zájmena mají tři čísla: singulár, plurál a duál. Následující tabulka ukazuje osobní zájmena v nominativu a genitivu/akuzativu.
|                     | česky           | nominativ | česky     | genitiv |
| ------------------- | --------------- | --------- | --------- | ------- |
| 1. osoba (singulár) | já              | mun       | můj       | mu      |
| 2. osoba (singulár) | ty              | don       | tvůj      | du      |
| 3. osoba (singulár) | on/ona/ono      | son       | jeho/její | su      |
| 1. osoba (duál)     | my (2)          | moai      | náš       | munno   |
| 2. osoba (duál)     | vy (2)          | doai      | váš       | dudno   |
| 3. osoba (duál)     | oni/ony/ona (2) | soai      | jejich    | sudno   |
| 1. osoba (plurál)   | my              | mii       | náš       | min     |
| 2. osoba (plurál)   | vy              | dii       | váš       | din     |
| 3. osoba (plurál)   | oni             | sii       | jejich    | sin     |

Další tabulka ukazuje skloňování zájmena son (on/ona/ono):
|                   | Singulár | Duál     | Plurál   |
| ----------------- | -------- | -------- | -------- |
| Nominativ         | son      | soai     | sii      |
| Genitiv-Accusativ | su       | sudno    | sin      |
| Lokativ           | sus      | sudnos   | sis      |
| Illativ           | sutnje   | sudnuide | sidjiide |
| Komitativ         | suinna   | sudnuin  | singuin  |
| Essiv             | sunin    | sudnon   | sinin    |

### Číslovky
| Severosámsky | Česky |
| okta         | jeden |
| guokte       | dva   |
| golbma       | tři   |
| njeallje     | čtyři |
| vihtta       | pět   |
| guhtta       | šest  |
| čieža        | sedm  |
| gávcci       | osm   |
| ovcci        | devět |
| logi         | deset |

### Slovesa
V sámštině se slovesa dělí do 3 skupin podle toho, zda v nich dochází ke střídání stupňů a podle počtu slabik:
- Sudoslabičná slova, ve kterých dochází ke střídání (boahtit – přijít)
- Lichoslabičná slova, ve kterých nedochází ke střídání (veahkehit – pomáhat)
- Sudoslabičná slova, ve kterých nedochází ke střídání (čohkkát – sedět)

#### Osoba
Severosámská slovesa rozlišují tři mluvnické osoby:
- 1. osoba
- 2. osoba
- 3. osoba

#### Slovesný způsob
Severní sámština má čtyři slovesné způsoby:
- indikativ
- imperativ
- kondicionál
- potenciál

Imperativ
|                     | boahtit  | veahkehit      | čohkkát        |
| ------------------- | -------- | -------------- | -------------- |
| 1. osoba (singulár) | bohton   | veahkehehkon   | čohkkájehkon   |
| 2. osoba (singulár) | boađe    | veahket        | čohkká         |
| 3. osoba (singulár) | bohtos   | veahkehkos     | čohkkájehkos   |
| 1. osoba (duál)     | boahttu  | veahkeheadnu   | čohkkájeadnu   |
| 2. osoba (duál)     | boahtti  | veahkeheahkki  | čohkkájeahkki  |
| 3. osoba (duál)     | bohtoska | veahkehehkoska | čohkkájehkoska |
| 1. osoba (plurál)   | bohtot   | veahkehehkot   | čohkkájednot   |
| 2. osoba (plurál)   | bohtet   | veahkehehket   | čohkkájeahkkot |
| 3. osoba (plurál)   | bohtoset | veahkehehkoset | čohkkájehket   |

Kondicionál
Kondicionál se tvoří připojením sufixu -š- ke kmeni ve slabém stupni sudoslabičných slov a znaku -ivčče- ke konsonantnímu kmeni lichoslabičných slov. K sufixu se pojí navíc préteritní znak a preteritní sada koncovek.
|                     | dívat se      | mluvit          |
| ------------------- | ------------- | --------------- |
| 1. osoba (singulár) | geahčašin     | muitalivččen    |
| 2. osoba (singulár) | geahčašit     | muitalivččet    |
| 3. osoba (singulár) | geahčašii     | muitalivččii    |
| 1. osoba (duál)     | geahčašeimme  | muitalivččiime  |
| 2. osoba (duál)     | geahčašeidde  | muitalivččiide  |
| 3. osoba (duál)     | geahčašeigga  | muitalivččiiga  |
| 1. osoba (plurál)   | geahčašeimmet | muitalivččiimet |
| 2. osoba (plurál)   | geahčašeiddet | muitalivččiidet |
| 3. osoba (plurál)   | geahčašedje   | muitalivčče     |

#### Číslo
Slovesa v severní sámštině rozlišují tři mluvnická čísla:
- singulár
- duál
- plurál

#### Čas
Severní sámština má dva jednoduché časy:
- Minulý čas

|                     | boahtit  | veahkehit     | čohkkát     |
| ------------------- | -------- | ------------- | ----------- |
| 1. osoba (singulár) | bohten   | veahkehin     | čohkkájin   |
| 2. osoba (singulár) | bohtet   | veahkehit     | čohkkájit   |
| 3. osoba (singulár) | bođii    | veahkehii     | čohkkái     |
| 1. osoba (duál)     | bođiime  | veahkeheimme  | čohkkáime   |
| 2. osoba (duál)     | bođiide  | veahkeheidde  | čohkkáide   |
| 3. osoba (duál)     | bođiiga  | veahkeheigga  | čohkkáiga   |
| 1. osoba (plurál)   | bođiimet | veahkeheimmet | čohkkáimet  |
| 2. osoba (plurál)   | bođiidet | veahkeheiddet | čohkkáidet  |
| 3. osoba (plurál)   | bohte    | veahkehedje   | čohkkájedje |

- Neminulý čas

|                     | boahtit       | veahkehit     | čohkkát       |
| ------------------- | ------------- | ------------- | ------------- |
| 1. osoba (singulár) | boađán        | veahkehan     | čohkkán       |
| 2. osoba (singulár) | boađát        | veahkehat     | čohkkát       |
| 3. osoba (singulár) | boahtá        | veahkeha      | čohkká        |
| 1. osoba (duál)     | bohte         | veahkehetne   | čohkkájetne   |
| 2. osoba (duál)     | bohtibeahtti  | veahkeheahppi | čohkkábeahtti |
| 3. osoba (duál)     | boahtiba      | veahkeheaba   | čohkkába      |
| 1. osoba (plurál)   | boahtit       | veahkehit     | čohkkát       |
| 2. osoba (plurál)   | boahti'behtet | veahkehehpet  | čohkkábehtet  |
| 3. osoba (plurál)   | bohtet        | veahkehit     | čohkkájit     |

a dva složené časy:
- Perfektum
- Plusquamperfektum

#### Negativní sloveso
Severní sámština má (jako ostatní sámské jazyky, finština či estonština) tzv. negativní sloveso čili záporové sloveso, které se časuje podle slovesného způsobu, osoby a čísla.
```
   Ind. pres.               Imperativ               Optativ                      Supinum?
   sg.  du.     pl.         sg.    du.     pl.      sg.    du.      pl.          sg.    du.     pl.                        
1  in   ean     eat      1  –      –       –     1  allon  allu     allot     1  aman   amame   amamet
2  it   eahppi  ehpet    2  ale    alli   allet  2  ale    alli     allet     2  amat   amade   amadet
3  ii   eaba    eai      3  –      –       –     3  allos  alloska  alloset   3  amas   amaska  amaset
```

## Užitečné fráze
| Severosámsky          | Česky                           |
| Buorre iđit!          | Dobré ráno!                     |
| Buorre beaivi!        | Dobrý den!                      |
| Buorre eahket!        | Dobrý večer!                    |
| Hei!                  | Ahoj!                           |
| Mii du namma lea?     | Jak se jmenuješ?                |
| Mu namma lea...       | Jmenuji se...                   |
| Giitu!                | Děkuji!                         |
| Mii gullo?            | Jak se máš?                     |
| Mo hurgá?             | Co se děje?                     |
| Leage buorre          | Nemáš zač                       |
| Oaidnaleapmai!        | Brzy se uvidíme!                |
| Oaidnaleadnu ihttin!  | Uvidíme se zítra!               |
| Gulahallu!            | Uvidíme se!                     |
| Buorre idja!          | Dobrou noc!                     |
| Buorrán jođánit!      | Brzy se uzdrav!                 |
| Somás šaddanbeaivvi!  | Všechno nejlepší k narozeninám! |
| Olu lihkku!           | Gratuluju!                      |
| Moaihan riŋgestalle!  | Zavolám ti!                     |
| Man boaris don leat?  | Kolik je ti let?                |
| Gos don leat eret?    | Odkud jsi?                      |
| Maid lohket?          | Promiň, cože?                   |
| In ádde               | Nechápu to                      |
| Nu fal                | Rozumím                         |
| Jo / Ii               | Ano / Ne                        |
| Veahket!              | Pomoc!                          |
| Rusit!                | Žehnej vám!                     |
| Somá deaivvadit       | Rád tě poznávám!                |
| Buriid juovllaid!     | Veselé Vánoce!                  |
| Buorre ođđajagi!      | Šťastný nový rok!               |
| Ándagassii!           | Promiň!                         |
| Cealkke dearvvuođaid! | Pozdrav!                        |
| Giitu bovdehusas      | Děkuji za pozvání               |
| Buresboahtin!         | Vítejte!                        |
| Somá oaidnalit!       | Rád tě vidím!                   |
| Buorre geasi!         | Pěkné léto!                     |
| Buresboahtin!         | Hezký den!                      |
| Man olu diibmu lea?   | Kolik je hodin?                 |
| Buorre mátkki!        | Užijte si výlet!                |
| Báze dearvan          | Rozloučení!                     |
| Somás vahkkoloahpa!   | Užijte si víkend!               |
| Bures manná           | Mám se dobře                    |
| Funet manná           | Mám se špatně                   |

## Vzorový text

### Všeobecná deklarace lidských práv
| severní sámština | Buot olbmot leat riegádan friddjan ja olmmošárvvu ja olmmošvuoigatvuođaid dáfus . Sii leat jierbmalaš olbmot geain lea oamedovdu ja sii gálggaše leat dego vieljačagat. |
| česky            | Všichni lidé se rodí svobodní a sobě rovní co do důstojnosti a práv. Jsou nadáni rozumem a svědomím a mají spolu jednat v duchu bratrství.                              |